# Moolabalia
Moolabalia is een geslacht van koralen uit de familie van de Clavulariidae.

## Soort
- Moolabalia nevillecolemani Alderslade, 2001